# Área de Proteção Ambiental de Tambaba

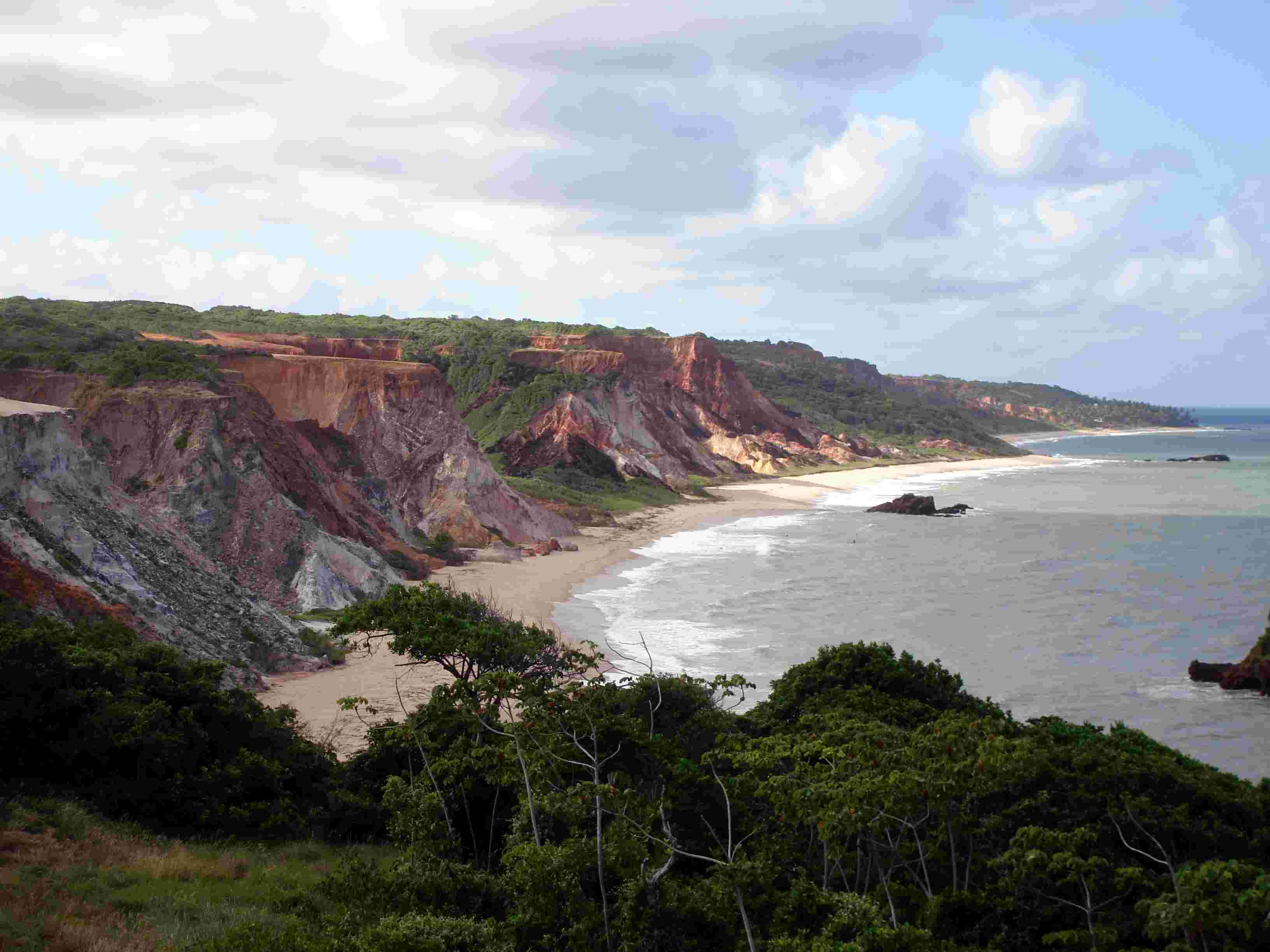
Área litorânea da APA de Tambaba

A Área de Proteção Ambiental Estadual de Tambaba está localizada na microrregião do Litoral Sul Paraibano, no municípios do Conde e Pitimbu, Paraíba. Foi decretada como Unidade de Conservação em 26 de março de 2002, pelo Decreto Estadual nº 22.882.
Abrange as localidades costeiras de Lagoa Preta, praia de Tabatinga, Fazenda Bucatu, praia de Coqueirinho, praia de Tambaba e praia de Graú.

## Características
A área abrange aproximadamente 3.270 ha, limita-se a leste com a linha de costa e é delimitada por um polígono de dez lados. Encontra-se inserida na Bacia Sedimentar Pernambuco–Paraíba.
O clima dominante é do tipo tropical quente-úmido, com chuvas de outono–inverno e um período de estiagem de cinco a seis meses. As precipitações pluviométricas médias anuais oscilam em torno de 1.600 mm, com chuvas que iniciam em fevereiro, sendo os meses mais chuvosos maio e junho.

## Administração
Esta unidade já conta com a chefia, e o conselho gestor devidamente instalado atualmente desenvolve um programa de educação ambiental com vistas a diminuir a incidência de resíduos sólidos, sobretudo, plásticos e vidros em toda a sua área.
Na APA de Tambaba as atividades de lazer, turismo e agrícola caracterizam o uso atual da área. As praias de Tambaba, Coqueirinho e Tabatinga vêm, nos últimos anos, sendo ocupadas com edificações de casas de veraneio, bares e pousadas. A pavimentação da via PB–008, trecho Jacumã–Tambaba, tem acelerado o processo de ocupação e atraído significantes empreendimentos turísticos para a região. A vocação turística da ára ficou evidente com a criação de primeira praia de naturismo do Nordeste, na praia de Tambaba.
Não existe nenhuma infra-estrutura básica na área, como saneamento, rede coletora de esgoto, água encanada, coleta regular de lixo e local adequado para disposição final. As principais vias de acesso são BR-101 e a PB-008 que margeia toda a área proposta.